# Isla flotante

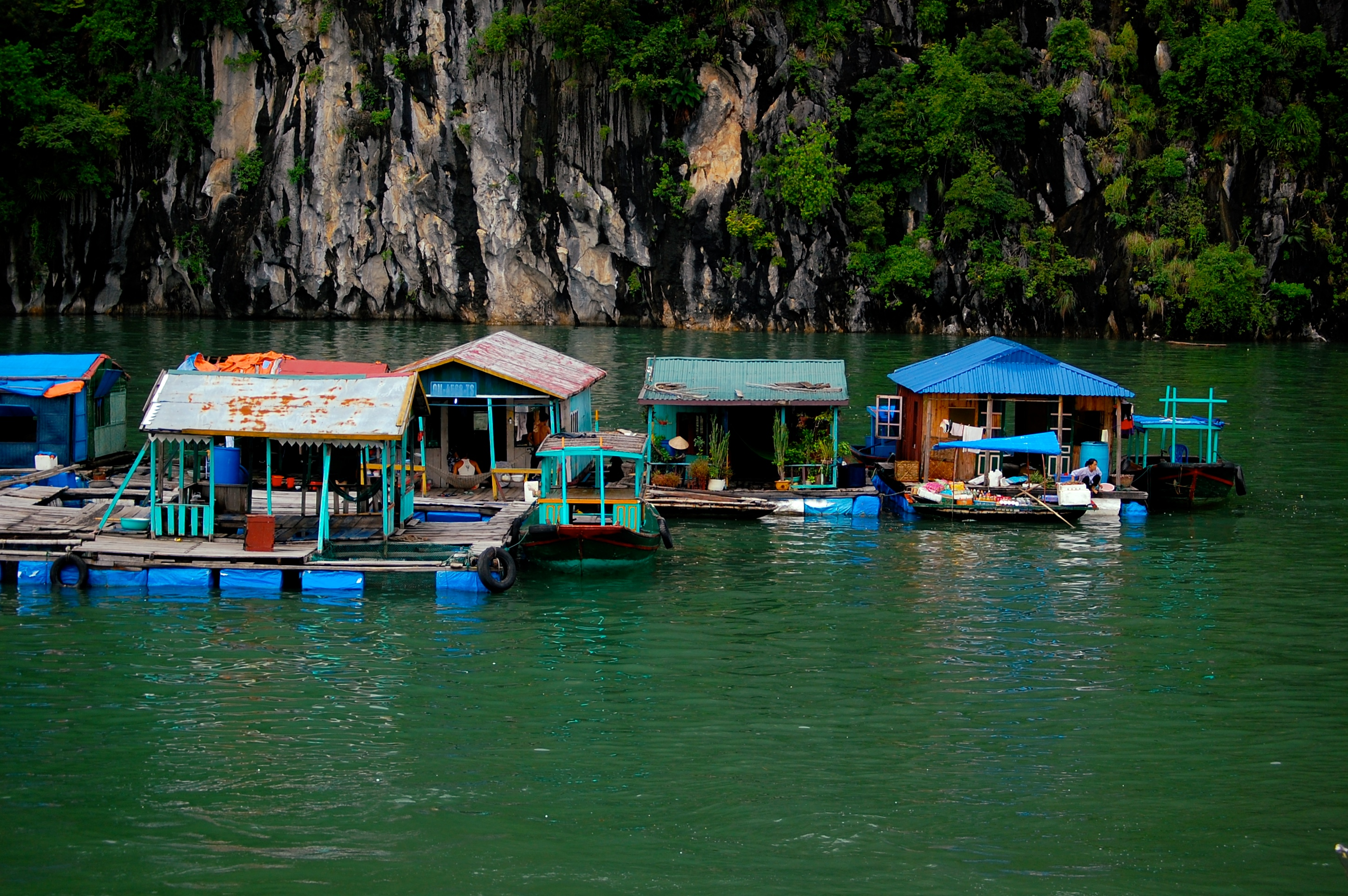
Una isla flotante de origen artificial, en la cual habitan pescadores, en la bahía de Ha-Long, Vietnam.

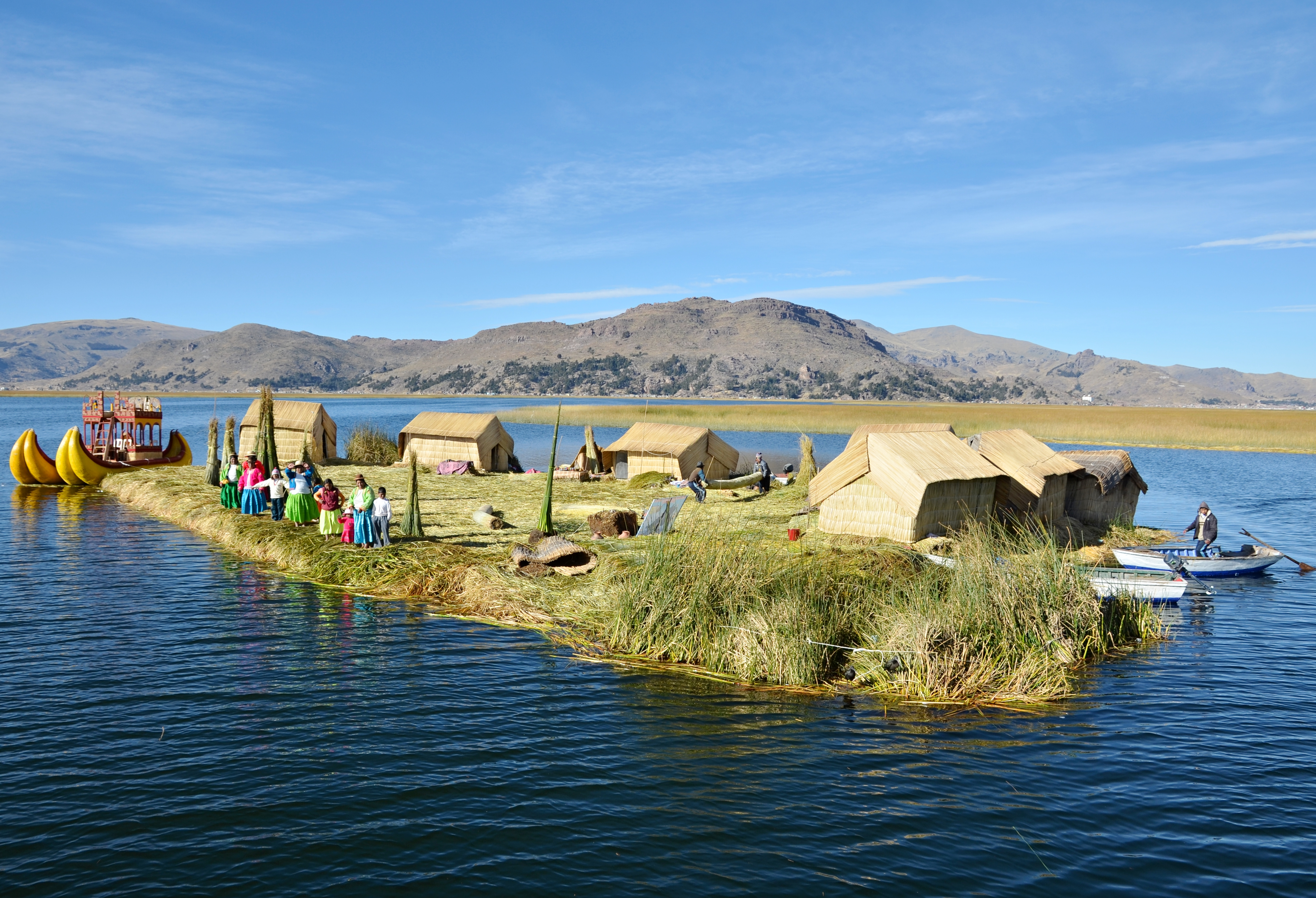
Una isla flotante de origen artificial, en la cual habitan miembros de la etnia uru, en el sudeste del Perú.

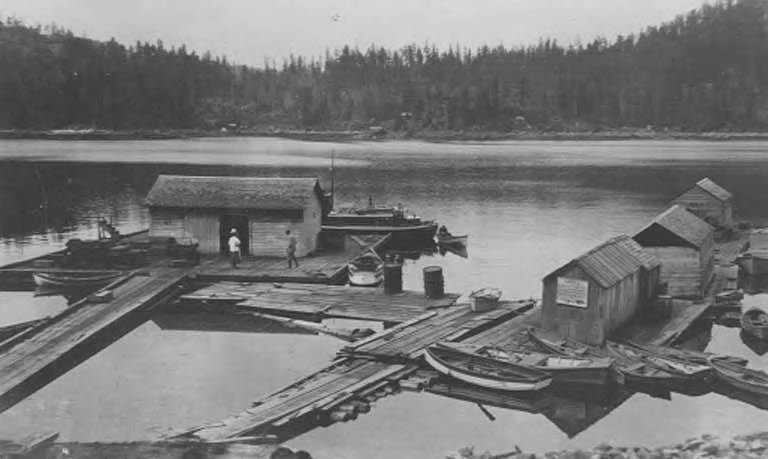
Islas flotantes artificiales con cabañas de campamentos de explotación forestal, en Columbia Británica, alrededor del año 1917.

Se denomina isla flotante a un tipo de territorio insular de suelo firme que se caracteriza por estar suspendido en la superficie del medio acuático que lo contiene, sin contactar con su lecho, al estar separado de este por agua libre. Generalmente su formación es el resultado de procesos naturales, sin embargo también las hay originadas artificialmente. 

## Generalidades